# شینوبی (مجموعه بازی)
شینوبی یک بازی ویدئویی برای کنسول سگا بود.